# Минино (Кардымовский район)
Минино — деревня в Кардымовском районе Смоленской области России. Входит в состав Шокинского сельского поселения. Население — 3 жителя (2007 год). 
Расположена в центральной части области в 11 км к северо-востоку от Кардымова, в 8 км южнее автодороги М1 «Беларусь», на берегу реки Лосьмена. В 4 км северо-западнее деревни расположена железнодорожная станция Присельская на линии Москва — Минск. 

## История
В годы Великой Отечественной войны деревня была оккупирована гитлеровскими войсками в августе 1941 года, освобождена в сентябре 1943 года.